# Distretto di Chavín de Huantar
Il distretto di Chavín de Huantar è un distretto del Perù nella provincia di Huari (regione di Ancash) con 9.088 abitanti al censimento 2007 dei quali 2.104 urbani e 6.984 rurali.
È stato istituito fin dall'indipendenza del Perù.